# Degi
Degi; Džeki (az: Ceklilər) — maleni narod naseljeni u pet sela na istoku Azerbajdžana, to su Džek (Deg). Sami sebe oni nazivaju Džeki, dok svoj jezik zovu Džeki mez. Sela Džeki i susjednih Kryz, Alyk (Ealig), Haput (Hafid), Jergjudž (Yergüd), Buduha i Hinaluga nalaze se na visinama preko 1635 metara. Sezonsko alpsko stočarstvo je na prvom mjestu. Zemljoradnja ima za njih sporednu važnost. Uzgaja se raž i ječam kojeg sade po terasastim poljima a služe se drvenim plugom s metalnim lemešom. 
Po vjeri su muslimani.

## Vanjske poveznice
- Tərxan Paşazadə, "Dünyanın nadir etnik qrupu - Azərbaycan cekliləri", Azərbaycan qəzeti, 21 iyun 2007
- Большая Энциклопедия в 62 томах: Джеки